# Corinne Abraham
Pour les articles homonymes, voir Abraham (patronyme).
Corinne Abraham née le 5 novembre 1977 à Maidenhead est un triathlète britannique, multiple vainqueur sur triathlon Ironman.

## Biographie

### Jeunesse
Dès l'enfance, Corinne Abraham s'adonne à la pratique du sport et  commence par porter un kimono. Pendant son adolescence, elle participe à des championnats internationaux de judo avec l'équipe nationale galloise. Elle obtient la ceinture noire alors qu'elle a tout juste 20 ans. Elle  quitte les tatamis et s'essaye à de nombreux sports. Si elle se démarque par ses qualités sportives dans ces différentes pratiques, elle ne brille dans aucun, jusqu'à ce qu'elle découvre le triathlon.

### Carrière en triathlon
Corinne Abraham découvre le triathlon par hasard en 2009. Son compagnon du moment s'est lancé le défi de terminer un Ironman et elle décide de l'imiter. Elle y prend très vite goût, puisqu'elle enchaîne les courses et les entraînements et dès l'année suivante, elle finit sur un podium en troisième position d'une épreuve longue distance, à Ratisbonne en Allemagne. Elle remporte son premier Ironman en 2013 à Melbourne en Australie. Elle en remporte sept durant sa carrière dont l'Ironman Allemagne en 2014 et l'Ironman France en 2018. Sur ce dernier, à Nice, elle bat le record de l'épreuve, améliorant de 42 secondes le temps de la Belge Tine Deckers réalisé deux ans auparavant.

### Vie privée
Corinne Abraham a étudié les sciences du sport à l'Université de Chichester. Elle obtient une maîtrise en biomécanique du sport et à l'enseignement de jeunes de 14-16 ans pendant les écoles d'été à l'Université St Mary de Twickenham. Elle habite Taplow situé sur la rive orientale de la Tamise, en face de la ville de Maidenhead, sa ville natale dans le comté du Berkshire.

## Palmarès
Le tableau présente les résultats les plus significatifs (podium) obtenus sur le circuit national et international de triathlon depuis 2010.
| Année | Compétition         | Pays       | Position           | Temps           |
| ----- | ------------------- | ---------- | ------------------ | --------------- |
| 2019  | Ironman Tallinn     | Estonie    | Médaille d'or      | 8 h 55 min 22 s |
| 2018  | Ironman France      | France     | Médaille d'or      | 9 h 11 min 39 s |
| 2018  | Ironman Suède       | Suède      | Médaille d'or      | 8 h 45 min 6 s  |
| 2017  | Ironman Lanzarote   | Espagne    | Médaille d'argent  | 9 h 44 min 29 s |
| 2017  | Ironman Autriche    | Autriche   | Médaille d'argent  | 9 h 8 min 3 s   |
| 2017  | Ironman 70.3 Gdynia | Pologne    | Médaille d'argent  | 4 h 21 min 50 s |
| 2017  | Ironman Copenhague  | Danemark   | Médaille d'argent  | 9 h 8 min 6 s   |
| 2015  | Ironman Mexique     | Mexique    | Médaille d'or      | 9 h 6 min 40 s  |
| 2015  | Volcano Triathlon   | Espagne    | Médaille d'or      | 9 h 51 min 42 s |
| 2014  | Ironman Allemagne   | Allemagne  | Médaille d'or      | 8 h 52 min 40 s |
| 2014  | Ironman Lanzarote   | Espagne    | Médaille de bronze | 9 h 51 min 42 s |
| 2013  | Ironman Melbourne   | Australie  | Médaille d'or      | 8 h 10 min 56 s |
| 2012  | Ironman Arizona     | États-Unis | Médaille de bronze | 9 h 15 min 10 s |
| 2012  | Ironman Allemagne   | Allemagne  | Médaille de bronze | 9 h 21 min 3 s  |
| 2010  | Ironman Ratisbonne  | Allemagne  | Médaille de bronze | 9 h 41 min 21 s |